# John Garcia (album)
John Garcia is het eerste soloalbum van desertrocker John Garcia als soloartiest.

## Tracklist
| Nr. | Titel                                | Duur | Muzikanten |
| --- | ------------------------------------ | ---- | --- |
| 1   | My Mind                              | 4:01 | Dave Angstrom / Jon Eric Belt / Dandy Brown / Marc Diamond / Brady Erickson / Steve Feldman / John Garcia / Damon Garrison / Ehren Groban / Chris Hale / Nathan Limbaugh                 |
| 2   | Rolling Stoned (cover Black Mastiff) | 4:14 | Allan Harding / Black Mastiff / Clay Shea / Bob Yiannokoulias |
| 3   | Flower                               | 4:04 | Dave Angstrom / Jon Eric Belt / Dandy Brown / Marc Diamond / Brady Erickson / Steve Feldman / John Garcia / Damon Garrison / Ehren Groban / Chris Hale / Nathan Limbaugh                 |
| 4   | The Blvd                             | 4:41 | Dave Angstrom / Jon Eric Belt / Dandy Brown / Marc Diamond / Brady Erickson / Steve Feldman / John Garcia / Damon Garrison / Ehren Groban / Chris Hale / Nathan Limbaugh                 |
| 5   | 5000 Miles                           | 3:45 | Danko Jones / John Garcia |
| 6   | Confusion                            | 3:38 | Dave Angstrom / Jon Eric Belt / Dandy Brown / Marc Diamond / Brady Erickson / Steve Feldman / John Garcia / Damon Garrison / Ehren Groban / Chris Hale / Nathan Limbaugh                 |
| 7   | His Bullets Energy                   | 4:49 | Dave Angstrom / Jon Eric Belt / Dandy Brown / Marc Diamond / Brady Erickson / Steve Feldman / John Garcia / Damon Garrison / Ehren Groban / Chris Hale / Nathan Limbaugh                 |
| 8   | Argleben                             | 5:19 | Dave Angstrom / Jon Eric Belt / Dandy Brown / Marc Diamond / Brady Erickson / Steve Feldman / John Garcia / Damon Garrison / Ehren Groban / Chris Hale / Nathan Limbaugh                 |
| 9   | Saddleback                           | 2:44 | Dave Angstrom / Jon Eric Belt / Dandy Brown / Marc Diamond / Brady Erickson / Steve Feldman / John Garcia / Damon Garrison / Ehren Groban / Chris Hale / Nathan Limbaugh                 |
| 10  | All These Walls (cover Slo Burn)     | 3:05 | Dave Angstrom / Jon Eric Belt / Dandy Brown / Marc Diamond / Brady Erickson / Steve Feldman / John Garcia / Damon Garrison / Ehren Groban / Chris Hale / Nathan Limbaugh                 |
| 11  | Her Bullets Energy                   | 4:39 | Dave Angstrom / Jon Eric Belt / Dandy Brown / Marc Diamond / Brady Erickson / Steve Feldman / John Garcia / Damon Garrison / Ehren Groban / Chris Hale / Nathan Limbaugh / Robby Krieger |